# Neofobia
La neofobia (palabra derivada del griego néos (nuevo) y fobos (miedo) es el miedo o fobia incontrolable e injustificado conscientemente hacia cosas o experiencias nuevas. Se puede manifestar como la falta o ausencia de voluntad de probar cosas nuevas o romper con la rutina.
Aunque es un miedo aparentemente injustificado a "nivel" consciente suele tener sus bases en traumas que han quedado registrados a "nivel" inconsciente. Por otra parte por cuestiones de adaptación evolutiva prácticamente todos los animales dotados de un SNC poseen conductas  "neofóbicas" ya que genéticamente están apercibidos a vivir exitosamente en un hábitat en donde han (por mutación genómica y presión evolutiva) vivido ellos y sus ancestros; es decir, la neofobia también se encuentra en el instinto de animales no solo en humanos. En sentido menos patológico y más general, aplicado al rechazo de nuevas costumbres, ideas y modas, se denomina misoneísmo o filisteísmo. Estos conceptos son ampliamente desarrollados por Denegri, M.A. 

## Neofobia Alimentaria
La neofobia alimentaria hace referencia a la resistencia a comer y/o evitar probar nuevos alimentos. Sin embargo, puede presentarse en diferentes niveles dependiendo de aspectos culturales, económicos, edad, sexo, nivel de educación y urbanización. La neofobia afecta principalmente a niños, y puede llegar a considerarse como un trastorno alimenticio, específicamente haciendo parte del trastorno de evitación/restricción de la ingestión de alimentos. A pesar de presentar un riesgo para la salud nutricional, no tienen por qué estar asociados o reflejados con el peso bajo del paciente.
La neofobia alimentaria se da principalmente en niños en donde se presenta una principal resistencia a la ingesta de ciertas frutas o verduras pero teniendo un mayor consumo de grasas, lo cual representa así un riesgo de tener una dieta menos saludable. Sin embargo es importante resaltar que la neofobia es un trastorno alimenticio que puede aparecer o persistir en la edad adulta. 
En el caso particular de los niños, este trastorno se asocia con rasgos de irritabilidad, letargo y angustia. Rechazar nuevos alimentos ha sido considerado como característico de una etapa de los niños, sin embargo, la neofobia alimentaria puede aumentar entre los 2 y 6 años del niño. Posteriormente a esta edad, la neofobia suele disminuir aunque en algunos casos este comportamiento puede llegar a ser habitual incluso en la edad adulta acompañada de signos de angustia y ansiedad.
Según el Child Food Neophobia Scale (CFNS), la neofobia está asociada en los niños con un menor consumo de uvas, tomates, zanahorias, pollo y queso y por el contrario no se encontró una relación con el consumo restringido de pan y snacks. Por su parte, investigaciones que utilizaron el Health Eating Index (HEI) (Índice de Alimentación Saludable) determinaron que en la dieta de aquellos que padecen neofobia se encuentra un mayor consumo de grasas saturadas y una menor variedad alimentaria.
La neofobia es un trastorno que debe diferenciarse de la alimentación caprichosa o quisquillosa. También debe diferenciarse al igual que aquella de los trastornos del espectro autista.